# 帕金屋角 (特拉華州)
帕金屋角（英語：Packing House Corner）是位於美國特拉華州蘇塞克斯縣的一個非建制地區。該地的面積和人口皆未知。

## 地理
帕金屋角的座標為38°47′57″N 75°40′24″W / 38.79917°N 75.67333°W，而該地的平均海拔高度為11米（即36英尺）。